# Best of Blues and Rock
O Best of Blues and Rock é um festival de música realizado no Brasil. Com mais de 10 anos de existência, o Best of Blues and Rock consagrou-se como o festival de blues e rock mais importante da América Latina.

## O Festival
O festival foi desenvolvido em meados de 2012 pelo empresário Pedro Bianco.

### Edições

#### 2013[1]
Datas: 10 a 13 de junho de 2013
Local: WTC Golden Hall - São Paulo/SP
| Dia 10            | Dia 11    | Dia 12        | Dia 13            |
| ----------------- | --------- | ------------- | ----------------- |
| Taj Mahal         | Buddy Guy | John Mayall   | Chris Cornell     |
| Dr John           | Dr John   | Buddy Guy     | John Mayall       |
| Shemekia Copeland |           | Taj Mahal     | Shemekia Copeland |
|                   |           | Nuno Mindelis |                   |

#### 2014[7]
Datas: 9 a 11 de maio de 2014
Local: WTC Golden Hall - São Paulo/SP
| Dia 9       | Dia 10     | Dia 11                           |
| ----------- | ---------- | -------------------------------- |
| Buddy Guy   | Jeff Beck  | Aloe Blacc                       |
| Jonny Lang  | Joss Stone | Marcelo D2                       |
| Ana Popovic | Céu        | Trombone Shorty & Orleans Avenue |

#### 2015[13][14][15][16]
- Data: 17 a 20 de junho de 2015[17][18] Local: HSBC Brasil - São Paulo/SP

| Dia 17         | Dia 18                                                                        | Dia 19                     | Dia 20                                                        |
| -------------- | ----------------------------------------------------------------------------- | -------------------------- | ------------------------------------------------------------- |
| George Benson  | Jimmie Vaughan and The Tilt-a-Whril Band feat. Lou Ann Barton e George Benson | Ben Harper (solo acústico) | Jimmie Vaughan and The Tilt-a-Whril Band feat. Lou Ann Barton |
| Quinn Sullivan | Ari Borger                                                                    | Charlie Musselwhite        | Nuno Mindelis                                                 |
| Tiffany Harp   |                                                                               | Flávio Guimarães           |                                                               |

- Data: 21 de junho de 2015 Local: Vivo Rio - Rio de Janeiro/RJ Atrações: Flávio Guimarães, Charlie Musselwhite, Ben Harper (solo acústico)

#### 2016[19]
Datas: 8, 10, 12 de julho e 21 de outubro de 2016
Atrações: RSO – Richie Sambora + Orianthi, Jamie Cullum, Mustache e os Apaches, Igor Prado, Os Lontras

#### 2017[22]
- Datas: 1º, 2 e 3 de junho[23][24] Local: Teatro Opus - São Paulo/SP

| Dia 1º         | Dia 2          | Dia 3           |
| -------------- | -------------- | --------------- |
| Sonny Landreth | Blues Etílicos | Hammond Grooves |
| Igor Prado     | Malina Moye    | Albert Cummings |

- Data: 6 de agosto de 2017[26] Local: Plateia externa do Auditório Ibirapuera - São Paulo/SP Atração: Joe Satriani

#### 2018[27]
A sexta edição do Festival, denominada Samsung Best of Blues, aconteceu em Porto Alegre e São Paulo, nos dias 15 e 16 de setembro, respectivamente. Todos os shows foram gratuitos e abertos ao público.
- Data: 15 de setembro de 2018 Local: Anfiteatro Por do Sol - Porto Alegre/RS
- Data: 16 de setembro de 2018 Local: Plateia externa do Auditório Ibirapuera - São Paulo/SP

Atrações: Tom Morello, John5, Isa Nielsen e Camarones Orquestra Guitarrística

#### 2019[29][30]
- Data: 26 de outubro de 2019 Local: Anfiteatro Por do Sol - Porto Alegre/RS
- Data: 27 de outubro de 2019[31] Local: Plateia externa do Auditório Ibirapuera - São Paulo/SP

Atrações: Zakk Wylde & Black Label Society, Kenny Wayne Shepherd Stones Blues Band e Tatiana e Nina Pará

#### 2021[36]
A oitava edição do festival foi totalmente online, transmitida pelo YouTube.
Datas: 3 e 5 de dezembro de 2021
Atrações: Ana Clara Magalhães, Di Ferrero, Vitor Kley, Andreas Kisser, Francisco, El Hombre e Jazz Sinfônica Brasil

#### 2022[37]
Com edições gratuitas em Porto Alegre e em São Paulo, o festival retomou as atividades em 2022, com o nome de Samsung Best of Blues and Rock.
- Data: 15 de julho de 2022 Local: Parque Farroupilha (Redenção) - Porto Alegre/RS
- Data: 17 de julho de 2022 Local: Plateia externa do Auditório Ibirapuera - São Paulo/SP

Atrações: The Joe Perry Project, Yohan Kisser, Lan Lanh, Ian Garbinato - ‘O Cara Do Metal’

#### 2023[40]
Na 10ª edição do evento, a lenda da guitarra Tom Morello, que havia participado da edição 2018 do Festival, esteve presente novamente. A atração especial do evento, o veterano guitarrista norte-americano Buddy Guy trouxe sua ‘Damn Right Farewell Tour’, sua turnê de despedida, para o país.
- Datas: 2 a 4 de junho de 2023[45][46] Local: Plateia externa do Auditório Ibirapuera - São Paulo/SP

| Dia 2       | Dia 3           | Dia 4         |
| ----------- | --------------- | ------------- |
| Tom Morello | Buddy Guy       | Tom Morello   |
| Extreme     | Steve Vai       | Buddy Guy     |
| Malvada     | The Nu Blu Band | Goo Goo Dolls |
| Nanda Moura | Artur Menezes   | Ira!          |
|             | Dead Fish       | Day Limns     |

#### 2024[59][60]
A 11ª edição do festival foi realizado de 20 a 25 de junho de 2024 e foi dividido em shows indoor, nas cidades do Rio de Janeiro, Curitiba e Belo Horizonte, e um grande show open air em São Paulo. A edição de 2024 reuniu aproximadamente 30.000 pessoas.
- Datas: 20 e 21 de junho de 2024 Local: Vivo Rio - Rio de Janeiro/RJ Atrações: Eric Gales[63] e Joe Bonamassa (dia 20)[64]; Kiko Loureiro e Zakk Sabbath[65] (dia 21)[66]

- Data: 22 de junho de 2024[67][68] Local: Plateia externa do Auditório Ibirapuera - São Paulo/SP Atrações: Di Ferrero[69], CPM 22, Eric Gales[63], Joe Bonamassa e Zakk Sabbath

- Datas: 23 e 24 de junho de 2024  Local: Live Curitiba - Curitiba/PR  Atrações: Hibria e Zakk Sabbath[65] (dia 23)[70][71]; Eric Gales[63] e Joe Bonamassa (dia 24)[72]

- Data: 25 de junho de 2024[73]  Local: Arena Hall - Belo Horizonte/MG  Atrações: Yohan Kisser[74] e Zakk Sabbath[65]

#### 2025
A 12ª edição do festival anunciou Dave Matthews Band como atração principal, que realizará apresentações em dois dias de evento, sendo que a proposta é que sejam shows diferentes, sem repetir o setlist.
Datas: 7, 8, 14 e 15 de junho de 2025
Local: Plateia externa do Auditório Ibirapuera - São Paulo/SP
| Dia 7              | Dia 8                                     | Dia 14                          | Dia 15      |
| ------------------ | ----------------------------------------- | ------------------------------- | ----------- |
| Dave Matthews Band | Dave Matthews Band                        | Alice Cooper                    | Deep Purple |
| Richard Ashcroft   | Richard Ashcroft                          | Black Pantera                   | Judith Hill |
| Cachorro Grande    | Barão Vermelho                            | Marcão Britto e Thiago Castanho | Hurricanes  |
| Vitor Kley         | Paula Lima (Soul Lee - cantando Rita Lee) |                                 |             |